# Nederland op de Olympische Zomerspelen 1932

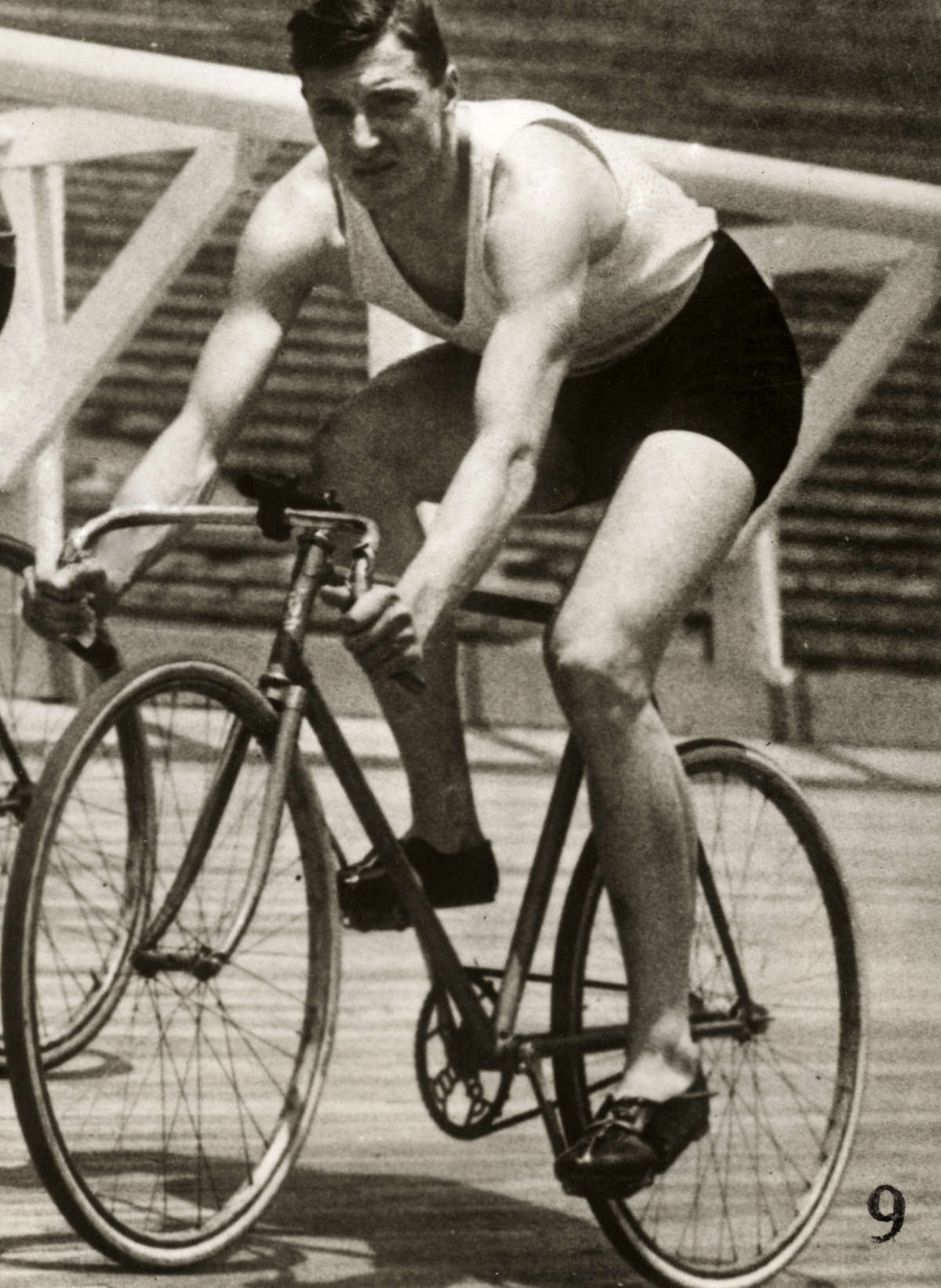
Jacques van Egmond wint tijdens de Olympische Spelen in Los Angeles in 1932 de gouden medaille op het onderdeel sprint

Nederland nam deel aan de Olympische Zomerspelen 1932 in Los Angeles, Verenigde Staten.

## Medailles
| Sport        | Olympiër                                                          | Discipline         | Medaille |
| ------------ | ----------------------------------------------------------------- | ------------------ | -------- |
| Paardensport | Charles Pahud de Mortanges                                        | eventing (m)       | Goud     |
| Wielrennen   | Jacques van Egmond                                                | sprint (m)         | Goud     |
| Paardensport | Aernout van Lennep Karel Schummelketel Charles Pahud de Mortanges | eventing team (m)  | Zilver   |
| Wielrennen   | Jacques van Egmond                                                | 1000 m tijdrit (m) | Zilver   |
| Zeilen       | Bob Maas                                                          | Snowbird           | Zilver   |
| Zwemmen      | Willy den Ouden                                                   | 100 m vrij (v)     | Zilver   |
| Zwemmen      | Corrie Laddé Willy den Ouden Puck Oversloot Rie Vierdag           | 4x100 m vrij (v)   | Zilver   |

## Overzicht per sport
| Sport            | Deelnemers | Goud | Zilver | Brons | Totaal |
| ---------------- | ---------- | ---- | ------ | ----- | ------ |
| Atletiek         | 7          |      |        |       | '      |
| Moderne vijfkamp | 1          |      |        |       | '      |
| Paardensport     | 3          | 1    | 1      |       | 2      |
| Roeien           | 2          |      |        |       | '      |
| Schermen         | 2          |      |        |       | '      |
| Wielrennen       | 2          | 1    | 1      |       | 2      |
| Zeilen           | 2          |      | 1      |       | 1      |
| Zwemmen          | 5          |      | 2      |       | 2      |
| Totaal           | 24         | 2    | 5      | 0     | 7      |

## Resultaten per onderdeel

### Atletiek
| Olympiër                                            | Discipline             | Resultaat    | Prestatie                                |
| --------------------------------------------------- | ---------------------- | ------------ | ---------------------------------------- |
| Chris Berger                                        | 100m (m)               | kwartfinale  | serie: 11,1 (2e tijd) KF: 10,7 (4e tijd) |
| Chris Berger                                        | 200m (m)               |              | serie: 26,1 (2e tijd) KF: 22,0 (5e tijd) |
| Wim Peters                                          | hink-stap-springen (m) | 5e           | 14,93m                                   |
|                                                     |                        |              |                                          |
| Cor Aalten                                          | 100m (v)               | halve finale | serie: 12,3 (2e tijd) HF: 12,4 (6e tijd) |
| Bep du Mée                                          | 100m (v)               | serie        | serie: 12,4 (4e tijd)                    |
| Tollien Schuurman                                   | 100m (v)               | halve finale | serie: 12,2 (1e tijd) HF: 12,4 (4e tijd) |
| Jo Dalmolen Cor Aalten Bep du Mée Tollien Schuurman | 4x100m (v)             | 4e           | finale: 47,7                             |
| Lien Gisolf                                         | hoogspringen (v)       | 4e           | 1,58m                                    |

### Moderne vijfkamp
| Olympiër                  | Discipline      | Resultaat | Prestatie |
| ------------------------- | --------------- | --------- | --- |
| Willem Johannes van Rhijn | individueel (m) | 16e       | 19 punten paardensport 109 foutpunten tijd 11.41,0 16 punten schermen 19 winstpartijen 13 punten schieten 185 punten 10 punten zwemmen 300m vrije slag 5.06,3 5 punten veldloop 4 km 16.14,6 63 punten |

### Paardensport
| Olympiër                                                                | Discipline        | Resultaat | Prestatie |
| ----------------------------------------------------------------------- | ----------------- | --------- | --- |
| Aernout van Lennep                                                      | eventing (m)      | 9e        | 277,50 dressur (8e) 502,5 uithoudingsproef(9e) 114,25 springen (9e) 1614,500 totaal                                |
| Charles Pahud de Mortanges                                              | eventing (m)      | Goud      | 311,833 dressur (3e) 58 punten uithoudingsproef (2e) 40 strafpunten springen (2e) 1813,833 totaal                  |
| Karel Johan Schummelketel                                               | eventing (m)      | 6e        | 267,50 dressur (9e) 192,5 uithoudingsproef (5e) 58 strafpunten springen (6e) 1260,750 totaal                       |
| Aernout van Lennep Charles Pahud de Mortanges Karel Johan Schummelketel | eventing team (m) | Zilver    | 1614,500 Aernout van Lennep 1813,833 Charles Pahud de Mortanges 1260,750 Karel Johan Schummelketel 4689,083 totaal |

### Roeien
| Olympiër                        | Discipline     | Resultaat | Prestatie                                                          |
| ------------------------------- | -------------- | --------- | ------------------------------------------------------------------ |
| Pieter Roelofsen Godfried Röell | wee-zonder (m) | 4e        | serie: 7.50,8 (3e tijd) herkansing: 8.10 (1e tijd) finale: 8.08,40 |

### Schermen
| Olympiër      | Discipline | Resultaat    | Prestatie |
| ------------- | ---------- | ------------ | --- |
| Duris de Jong | degen (m)  | halve finale | ronde 1: 4 punten (7e) Halve finale: 3 punten (9e)                                                                 |
| Duris de Jong | floret (m) | halve finale | ronde 1: 3 winst partijen tegen 4 verliespartijen (6e) Halve finale: 0 winst partijen tegen 8 verliespartijen (9e) |
| Duris de Jong | sabel (m)  | 1ste ronde   | ronde 1: 1 winst partij tegen 6 verliespartijen (8e)                                                               |
|               |            |              | |
| Jo de Boer    | floret (v) | 6e           | ronde 1: 4 winst partijen tegen 3 verliespartijen (5e) finale: 5 winst partijen tegen 4 verliespartijen            |

### Wielrennen
| Olympiër                         | Discipline        | Resultaat | Prestatie |
| -------------------------------- | ----------------- | --------- | --- |
| Jacques van Egmond               | 1000m tijdrit (m) | Zilver    | 1.13,3 |
| Jacques van Egmond               | sprint (m)        | Goud      | 1/8F: versloeg Ernest Chambers Groot-Brittannië & Leo Marchiori Canada KF: versloeg Bobby Thomas Verenigde Staten HF: versloeg Bruno Pellizzari Italië finale: versloeg Louis Chaillot Frankrijk 2-1 |
| Jacques van Egmond Bernard Leene | tandem (m)        | 4e        | serie: versloegen Harald Christensen & Willy Gervin Denemarken HF: niet gestart om brons niet gestart                                                                                                |

### Zeilen
| Olympiër          | Discipline | Resultaat | Prestatie |
| ----------------- | ---------- | --------- | --- |
| Bob Maas          | Snowbird   | Zilver    | 10 punten (2e) 11 punten (1e) 10 punten (2e) 9 punten (3e) 9 punten (3e) 6 punten (6e) 8 punten (4e) 4 punten (8e) 10 punten (2e) 5 punten (7e) 3 punten (9e) 85 punten |
| Bob Maas Jan Maas | star       | 6e        | 4 punten (4e) 2 punten (6e) 0 punten (DNF) 3 punten (5e) 3 punten (5e) 0 punten (DNS) 14 punten                                                                         |

### Zwemmen
| Olympiër                                                | Discipline      | Resultaat | Prestatie                                                      |
| ------------------------------------------------------- | --------------- | --------- | -------------------------------------------------------------- |
| Corrie Laddé                                            | 100m vrij (v)   | 8e        | serie: 1.12,1 (1e tijd) HF: 1.11,8 (4e tijd)                   |
| Willy den Ouden                                         | 100m vrij (v)   | Zilver    | serie: 1.09,2 (1e tijd) HF: 1.07,6 OR (1e tijd) finale: 1.07,8 |
| Rie Vierdag                                             | 100m vrij (v)   | 12e       | serie: 1.13,3 (4e tijd)                                        |
| Marie Braun                                             | 400m vrij (v)   | -         | serie: 5.50,5 (2e tijd) HF: niet gestart                       |
| Marie Braun                                             | 100m rug (v)    | -         | serie: 1.23,8 (1e tijd) finale: niet gestart                   |
| Puck Oversloot                                          | 400m vrij (v)   | -         | serie: 5.50,3 (2e tijd) HF: niet gestart                       |
| Puck Oversloot                                          | 100m rug (v)    | 8e        | serie: 1.23,5 (4e tijd)                                        |
| Rie Vierdag Puck Oversloot Corrie Laddé Willy den Ouden | 4x100m vrij (v) | Zilver    | finale: 4.47,5                                                 |